# 애덤 레이

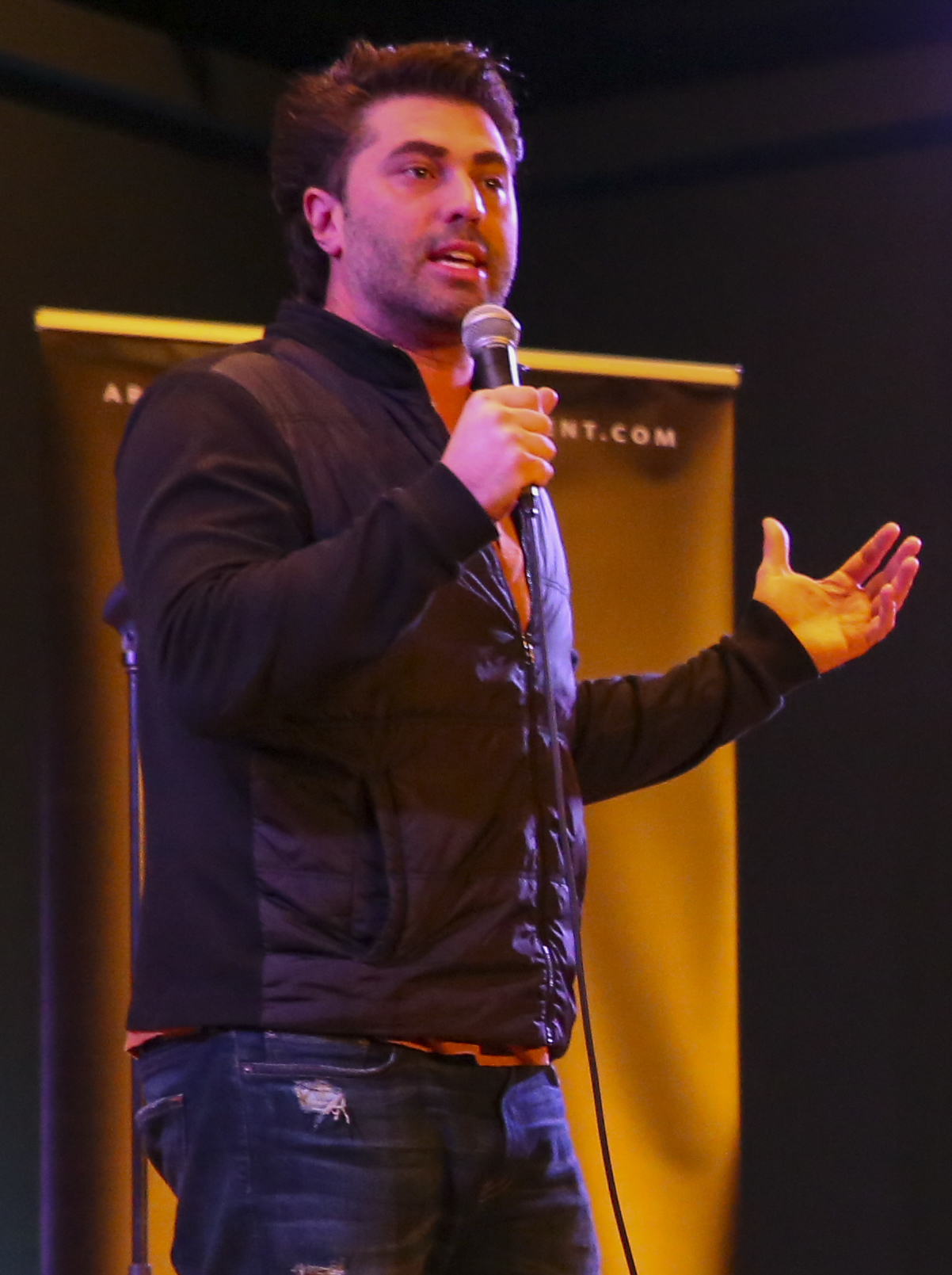

애덤 레이(Adam Ray, 1982년 6월 16일 ~ )는 미국의 배우, 텔레비전 배우이다.
시애틀에서 태어났다.

## 영화
- 뷰 프럼 그린헤이븐 (2008년)
- 미 마이셀프 아이 (1999년)
- 올 세인츠 (1998년)